# Wittmund
Wittmund é uma cidade da Alemanha capital do distrito de Wittmund, estado da Baixa Saxônia.